# ヴォルホフ戦線
ヴォルホフ戦線（ロシア語: Волховский фронт、ヴォルホフ方面軍、もしくはヴォルホフ正面軍とも）は、第二次世界大戦中（独ソ戦初期と中期）に2度に渡りソ連北西部に設置された赤軍の方面軍級部隊である。

## ヴォルホフ戦線（1941年12月～1942年4月）
最初のヴォルホフ戦線は、1941年12月17日、レニングラード戦線左翼部隊と最高司令部スタフカ予備（第4軍、第26軍、第29軍、第52軍、第59軍、第2打撃軍）に基づき創設された。ヴォルホフ川左岸に位置する敵の撃破と、レニングラード戦線との協同によるレニングラードの封鎖解除を任務とした。1942年1月～2月、リュバン方面で激戦を繰り広げた。
1942年4月23日、4月21日付スタフカの命令により、ヴォルホフ作戦集団に改編され、レニングラード戦線に編入された。

### 編制
- 第4軍
- 第26軍
- 第29軍
- 第52軍
- 第59軍
- 第2打撃軍

### 指揮官
- 司令官：キリル・メレツコフ上級大将（1941年12月～1942年4月）
- 軍事会議議員：アレクサンドル・ザポロージェツ一等軍委員（1941年12月～1942年4月）
- 参謀長：G.ステリマフ旅団長（1941年12月～1942年4月）

## ヴォルホフ戦線（1942年6月～1943年10月）
2度目のヴォルホフ戦線は、1942年6月9日、ヴォルホフ作戦集団（第2打撃軍、第4軍、第8軍、第52軍、第54軍、第59軍）に基づき創設され、同年8月、第14航空軍が編成された。1942年8月～9月、レニングラード戦線と協同で、シニャヴィン作戦を行い、レニングラード攻撃を準備していた敵を撃破した。
1943年1月、レニングラード封鎖突破（イスクラ作戦）の際、ヴォルホフ戦線右翼部隊は、ラドガ湖南方の強力な敵の防衛線を突破し、レニングラード戦線の第67軍と会合して、レニングラードとの地上連絡を保障する回廊を開設した。シニャヴィン・ムギン方面で攻勢を継続しつつ、戦線部隊は、レニングラード攻撃を準備していた敵を撃破した。
1944年1月～2月、ノヴゴロド・ルガ作戦を行ってノヴゴロドを解放し、レニングラード戦線、第2沿バルト戦線、赤旗バルト艦隊と協同で、ドイツ北方軍集団を撃破した。2月2日、第2沿バルト戦線から第1打撃軍を増強される。
1944年2月15日、2月13日付スタフカの命令により、ヴォルホフ戦線は解散され、その部隊は、レニングラード戦線と第2沿バルト戦線に移管され、指揮機関はスタフカ予備となった。

### 編制
- 第2打撃軍
- 第4軍
- 第8軍
- 第52軍
- 第54軍
- 第59軍
- 第14航空軍 - 1942年8月創設
- 第1打撃軍 - 1944年2月2日、第2沿バルト戦線から配属

### 指揮官
司令官：
1. キリル・メレツコフ上級大将（1942年6月～1944年2月）

軍事会議議員：
1. アレクサンドル・ザポロージェツ一等軍委員（1942年6月～10月）
2. レフ・メフリス軍団委員（1942年10月～1943年3月）
3. テレンチー・シュトィコフ少将（1943年4月～1944年2月）

参謀長：
1. G.ステリマフ少将（1942年6月～10月）
2. M.シャローヒン中将（1942年10月～1943年6月）
3. F.オゼロフ少将（1943年6月～1944年2月）